# Galinagues
Galinagues là một xã của Pháp, nằm ở tỉnh Aude trong vùng Occitanie.
Người dân địa phương trong tiếng Pháp gọi là Galinagois.

## Hành chính
| Danh sách các xã trưởng                |               |     |      |         |
| Giai đoạn                              | Giai đoạn     | Tên | Đảng | Tư cách |
| mars 2001                              | Patrick Emery |     |      |         |
| Tất cả các dữ liệu trước đây không rõ. |               |     |      |         |

## Thông tin nhân khẩu
| Năm | 1962 | 1968 | 1975 | 1982 | 1990 | 1999 |
| --- | ---- | ---- | ---- | ---- | ---- | ---- |
| Dân số | 57   | 42   | 26   | 31   | 28   | 41   |
| From the year 1968 on: No double counting—residents of multiple communes (e.g. students and military personnel) are counted only once. |      |      |      |      |      |      |